# Максут Кубеєв
Максут Кубеев (каз. Мақсұт Көбеев; 1913, село Балтакуль, Туркестанський край — дата і місце смерті невідомі) — колгоспник, тваринник, Герой Соціалістичної Праці (1948).

## Біографія
Народився в 1913 році в селі Балтакуль (сьогодні — Куштеписький район Ферганської області, Узбекистан). У 1929 році вступив у колгосп «Балтакульский» Кзилкумського району Чимкентської області. Працював табунщиком. Брав участь у Другій світовій війні. Після демобілізації повернувся в Казахстан і став працювати з 1946 року в колгоспі «Душанбе» конюхом, завідувачем коневодної і овечої ферми. З 1958 року працював завідувачем овечої ферми в каракулеводському колгоспі «Балтакульский» Кзилкумського району Чимкентської області.
У 1947 році, будучи завідувачем коневодної ферми колгоспу «Душанбе», виростив 100 лошат від 100 конематок. За цей подвиг удостоєний в 1948 році звання Героя Соціалістичної Праці.

## Нагороди
- Герой Соціалістичної Праці — указом Президії Верховної Ради СРСР від 28 липня 1948 року;
- Орден Леніна (1948);